# Post Luxembourg
Post Luxembourg (voorheen: P&T Luxembourg en afgekort: POST) is een Luxemburgs postbedrijf, en een post- en telecommunicatieaanbieder in Luxemburg. Het bedrijf werd opgericht in 1842. Sinds 1992 is het bedrijf een naamloze vennootschap, met meer dan honderd postkantoren. Het bedrijf biedt ook financiële postdiensten aan, met name de online bankdienst CCP Connect, en is ook een aanbieder van internetdiensten.